# تور غوستافسون
تور غوستافسون (بالسويدية: Tore Gustafsson) هو منافس ألعاب قوى سويدي، ولد في 11 فبراير 1962.

## وصلات خارجية
- تور غوستافسون على موقع الاتحاد الدولي لألعاب القوى (الإنجليزية)
- تور غوستافسون على موقع أوليمبيديا (الإنجليزية)
- تور غوستافسون على موقع اللجنة الأولمبية السويدية (السويدية)